# 12562 Briangrazer
12562 Briangrazer eller 1998 SP36 är en asteroid i huvudbältet som upptäcktes den 19 september 1998 av Spacewatch vid Kitt Peak-observatoriet. Den är uppkallad efter den amerikanske filmproducenten Brian Grazer.
Asteroiden har en diameter på ungefär 25 kilometer.